# Каліпп Кізікський
Каліпп Кізікський (Κάλλιππος, 370 до н. е.—300 до н. е.) — давньогрецький астроном.

## Наукові здобутки
Каліпп уточнив встановлену Евктемоном нерівність астрономічних пір року: за час від весняного рівнодення до літнього сонцестояння проходить 94 доби, від літнього сонцестояння до осіннього рівнодення — 92 доби, від осіннього рівнодення до зимового сонцестояння — 89 діб, від зимового сонцестояння до весняного рівнодення — 90 діб.
Також Каліпп змінив метонів цикл грецького літочислення, скоротивши 4 метонові цикли (19 сонячних років = 235 місячних місяця = 6940 діб) на 1 добу і, таким чином, створив цикл що становить 27759 діб = 940 місячних місяці (Каліппів цикл). На кожен синодичний місяць тут припадало 29 діб 12 годин 44 хвилини 25 секунд, тобто залишок становив лише 22 секунди. Початком циклу, ймовірно, було літнє сонцестояння 330 до н. е.
Як повідомляє Арістотель в трактаті «Про небо» (1073b33), Каліпп намагався удосконалити модель вкладених сфер, запропоновану Евдоксом, зберігши для Сатурна та Юпітера однакову з Евдоксом кількість сфер та додавши для Сонця і для Місяця по дві сфери, а для інших планет — ще по одній.
На честь Каліппа в 1935 році названо кратер на Місяці.